# Turó de la Cova (la Pobla de Cérvoles)
El Turó de la Cova és una muntanya de 543 metres que es troba al municipi de la Pobla de Cérvoles, a la comarca catalana de les Garrigues.